# Valle Prahova
El valle de Prahova (en rumano: Valea Prahovei) es un valle de Rumania en el que discurre el río Prahova  entre Bucegi y las montañas de Baiu, en la cordillera de los Cárpatos. Se trata de una región turística, situada a unos 100 km al norte de la ciudad capital de Bucarest.
Geográficamente, el río Prahova separa la cadena de los Cárpatos del Este de los Cárpatos del Sur.
Históricamente, el corredor fue el más importante paso entre los principados de Valaquia y Transilvania.

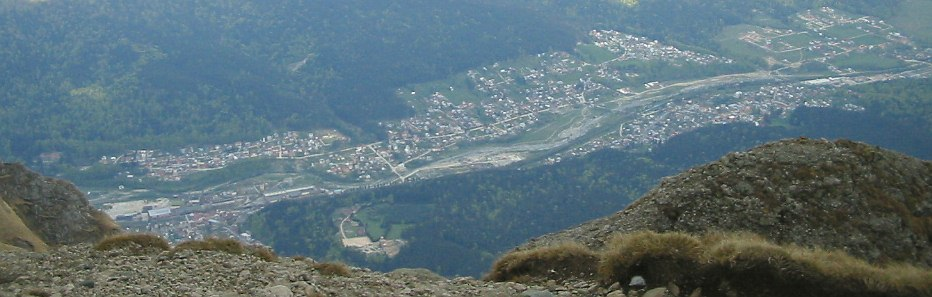
Valle de Prahova, visto desde el pico Caraiman